# Weiland (Musiker)
Gavin Weiland Huff (geboren am 22. Oktober 2000), besser bekannt unter seinem Zweitnamen Weiland, ist ein amerikanischer Rapper, Sänger, Produzent und Songwriter aus Tampa, Florida. Weiland ist momentan Teil von Steven Victors Victor Victor label in einem Tochterunternehmen mit Universal Music Group und ist bekannt unter seinen Studioalben Weiland und Vices. Er ist außerdem geläufig dafür, dem seit 2021–2022 berühmten amerikanischen Rapper Yeat seine Aufnahmevorlage, sowie weitere Unterstützung gegeben zu haben.

## 2016–2019: Anfänge, Packrunner, und Grimey Youth
Weiland hat angefangen, Musik auf der Musikplattform SoundCloud im Jahr 2016 zu veröffentlichen. Nach dem Release mehrerer Songs auf der Plattform, wurde er vom Rapkollektiv Slayworld und deren Produzenten kontaktiert. Berühmt wurde er besonders durch kurze Videoausschnitte, in welchen er über sein Auto-Tune Implantat spricht oder verschiedene Waffen, wie z. B. Raketenwerfer, zeigt. Im April 2018, hat er seine Single „Who's Better“ mit dem amerikanischen Rapper und Slayworld Mitglied Summrs veröffentlicht. Im Mai 2018, hat er seine EP Grimey Youth veröffentlicht.

## 2020-heute: Victor Victor, Weiland, and Vices
Weiland ist seit 2020 Teil des Victor Victor Musiklabels von Steven Victor, welches für Rapper wie Pop Smoke und Produzenten wie 808 Melo bekannt ist. 2021 wurde er kontaktiert von Mike Dean, welcher ihm beim Produzieren des Albums Vices geholfen hat. Im Oktober 2021, veröffentlichte er seine Single „Heart Stop“. Im Dezember 2021, veröffentlichte er eine weitere mit dem Namen „Blaming Myself“, zusammen mit Mike Dean. In einem Interview im Februar 2022 mit Lyrical Lemonade, dem amerikanischen Musiker KayCyy deutete auf eine Zusammenarbeit mit dem amerikanischen Sänger Toro y Moi für sein nächstes Album hin. Im April 2022, veröffentlichte er sein Studioalbum Vices via UMG/Victor Victor Worldwide. Es debütierte auf dem sechsten Platz von Spotifys „Top Albums Debut USA“. Zudem gab er über eine Instagram-Story sein nächstes Album American Pop bekannt, an welchem er seit Februar 2023 noch arbeitet.

## Musikalischer Style
Weilands frühere Musik strahlte für viele einen besonderen Klang aus durch seine auffällige Art AutoTune und plugg trap Beats zu benutzen. Dieser Stil enthielt weitgehend Elemente aus Genres wie trap rap, cloud rap und plugg Musik. Später im Jahr 2020, überraschte er seine Fans mit einer kompletten Veränderung seines Styles in Richtung synthpop und coldwave. Diese Veränderung zeigt sich deutlich in seinen letzten zwei Singles und seinem neusten Album Vices. Weiland inspiriert sich von Kanye West, Imogen Heap und Daft Punk.

## Diskografie
Studioalben
| Titel   | Details                                                                                                |
| ------- | --- |
| Weiland | - veröffentlicht: 20. November 2020 - Label: UMG/Victor Victor - Format: Digitaler Download, streaming |
| Vices   | - veröffentlicht: 22. April 2022 - Label: UMG/Victor Victor - Format: Digitaler Download, Streaming    |

Mixtapes
| Titel      | Details                                                                                             |
| ---------- | --------------------------------------------------------------------------------------------------- |
| Packrunner | - veröffentlicht: 13. September 2017 - Label: Self-released - Format: Digitaler Download, Streaming |

EPs
| Titel        | Details                                                                                        |
| ------------ | ---------------------------------------------------------------------------------------------- |
| Grimey Youth | - veröffentlicht: 12. Mai 2018 - Label: Repost Network - Format: Digitaler Download, Streaming |

Singles
- „Green Dot“ (2017)
- „Money Right“ (2017)
- „Down 4 Me“ (2017)
- „All I Need“ (2018)
- „Sold My Soul“ (2018)
- „No Reason“ (2018)
- „First Day Out“ (2018)
- „Designer Drugs“ (2018)
- „Proud“ (2018)
- „Wide Open“ (2018)
- „Alone“ (2018)
- „Colors“ (2018)
- „My Type“ (2019)
- „Season“ (2019)
- „2 AM“ (2019)
- „Count It Out“ (2019)
- „Hellcat“ (2020)
- „slilppnyhik6febe.onion“ (2020)
- „Heart Stop“ (2021)
- „Blaming Myself“ (2021) (mit Mike Dean)